# Eric Moo
Eric MOO Kai Yin (Chino tradicional: 巫启贤; chino: 巫启贤, pinyin: Wu Qǐxián; cantonés: Moo-Kai Yin, Perak, 9 de febrero de 1963) es un cantante, compositor y productor discográfico malayo naturalizado singapurense, además ganador de varios premios. Descendiente de la etnia E 'hakka por su madre, aunque ella falleció cuando MOO tenía 8 años. Actualmente, el cantante es un residente permanente en Taiwán.

## Discografía

### Álbumes en Mandarín
- 心情 (1985)
- 年轻 的 心 (1987)
- 个性 生活 写真 集 [你 是 我 的 唯一] (1988)
- 个性 生活 写真 集 2 [何必 孤独] (1989)
- 为了 你 [一个 像 我 这样 的 男子] (1989)
- 唱不完 的 情歌 [巫启贤 的 柔情 之 旅] (1990)
- 伤心 情 话 [伤心 的 人 更 伤心] (1991)
- 赤子 心情 [是否 你 曾 偷偷 的 哭] (1992)
- 爱情 启事 [回到 自己 身边] (1992)
- 红尘 来去 一场梦 (1993)
- 等 你 等到 我 心痛 (septiembre de 1993)
- 凑 热闹 (1994)
- 太 傻 (enero de 1994)
- 爱情 傀儡 (octubre de 1994)
- 爱 那么 重 (agosto de 1995)
- 思念 谁 (enero de 1996)
- 我 感觉 不到 你 (julio de 1996)
- 启蒙 情歌 (diciembre de 1996)
- 贤 言 贤 语 (agosto de 1997)
- 启贤 留 文 正 (marzo de 1998)

I *I'm Yours我 是 你 的 (octubre de 1998)
- 团圆 (noviembre de 2000)
- 感动 (diciembre de 2000)
- El camino siempre liquidación都是 路 弯弯 (marzo de 2002)
- Sólo Love a Little只爱 一 点点 (febrero de 2003)
- 女子 经典 (noviembre de 2009)

### Álbumes cantonés
- 浪子 心声 (1989)
- 心酸 的 情歌 (junio de 1994)
- 有心 [只因 你 伤心] (1995)
- 风 中 有 你 (1996)

### Recopilaciones / Live Álbumes
- 巫启贤 的 傻 情歌 (diciembre de 1996)
- 演唱 会 精选 (1997)
- 寻 贤 启事 (diciembre de 1999)